# Сергеј
Сергеј је мушко име.

## Значење и порекло
Долази преко руског језика из латинског "Сергиус" што је римско родовско име, и из грчког "Сергиос“. Сергеј значи "стражар" и "чувар“. Било је раширено у средњовековним приморским градовима. После вишевековног таворења, поново је оживило под руским утицајем. Распрострањено је код свих европских народа од најстаријих времена до данас. Календарско је име.

## Познате личности
- Сергеј Трифуновић
- Сергеј Бупка
- Сергеј Иљушин
- Сергеј Прокофјев
- Сергеј Рахмањинов
- Сергеј Крајгер
- Сергеј Радоњешки
- Сергеј Милинковић-Савић